# Четырёхтысячники Новой Англии
Четырёхтысячники Новой Англии (англ. Four-thousand footers) — название группы гор, высота которых выше 4000 футов (1219 м) над уровнем моря. Для профессиональных восходителей покорение данных гор не представляет никакой сложности. В основном, восхождение совершают члены клубов пешеходного туризма. Некоторые из гор находятся на Аппалачской тропе.
Первоначально «Четырёхтысячники» включали в себя только 46 вершин Нью-Гэмпшира, расположенных в двух округах штата — Грэфтон и Коос, по аналогии с Adirondack High Peaks — 46-ю высочайшими горами Адирондака. В 1982 году в «четырёхтысячники» было включено 48 вершин Нью-Гэмпшира, 14 — Мэна и 5 — Вермонта. В Коннектикуте, Массачусетсе и Род-Айленде горы такой высоты отсутствуют.
В число «четырёхтысячников» включены не все горы выше 1219 м, учитывается также и относительная высота.

## Галерея

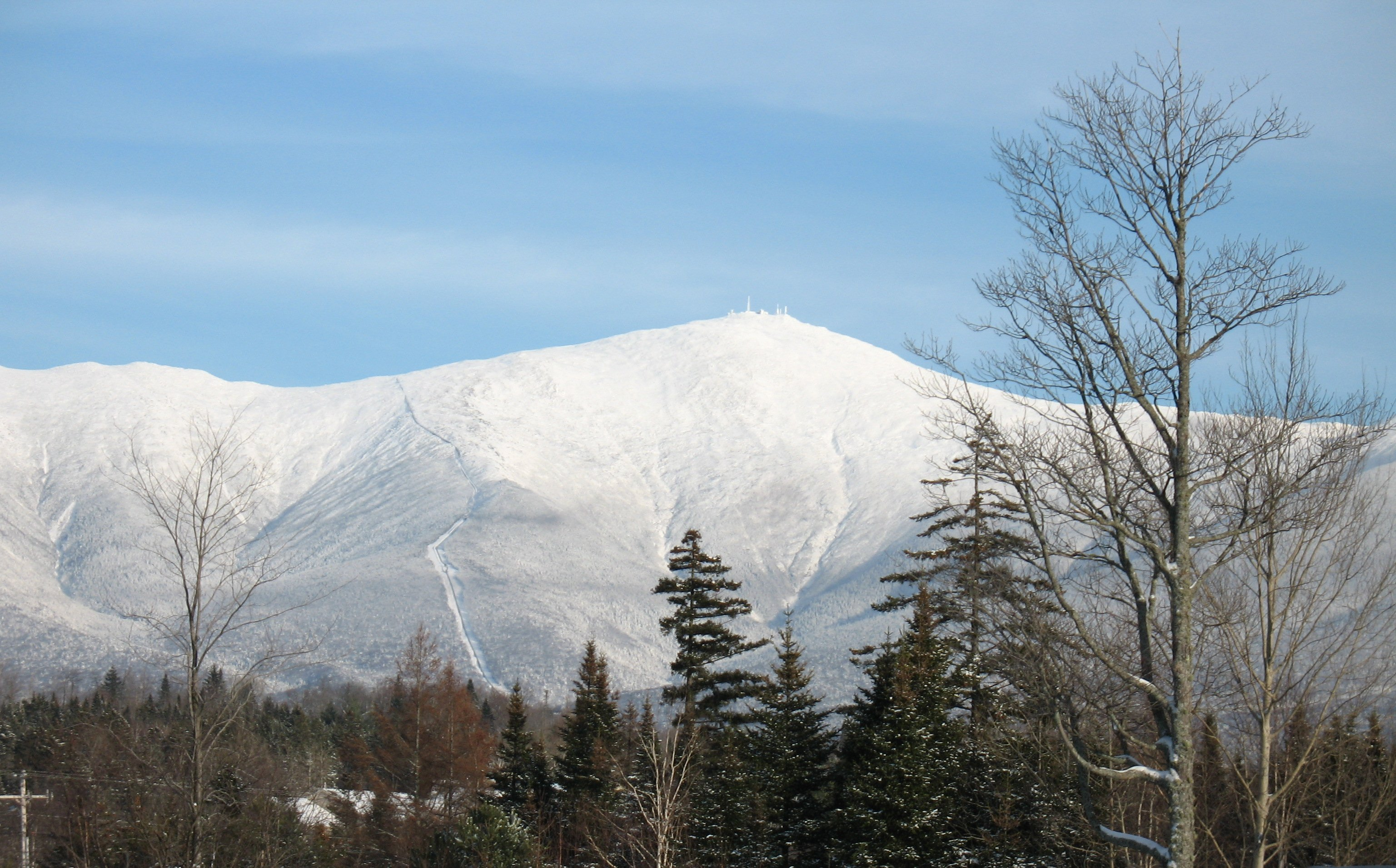
Вашингтон
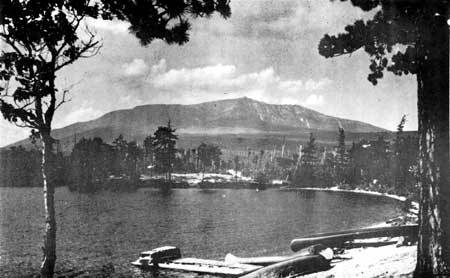
Катадин
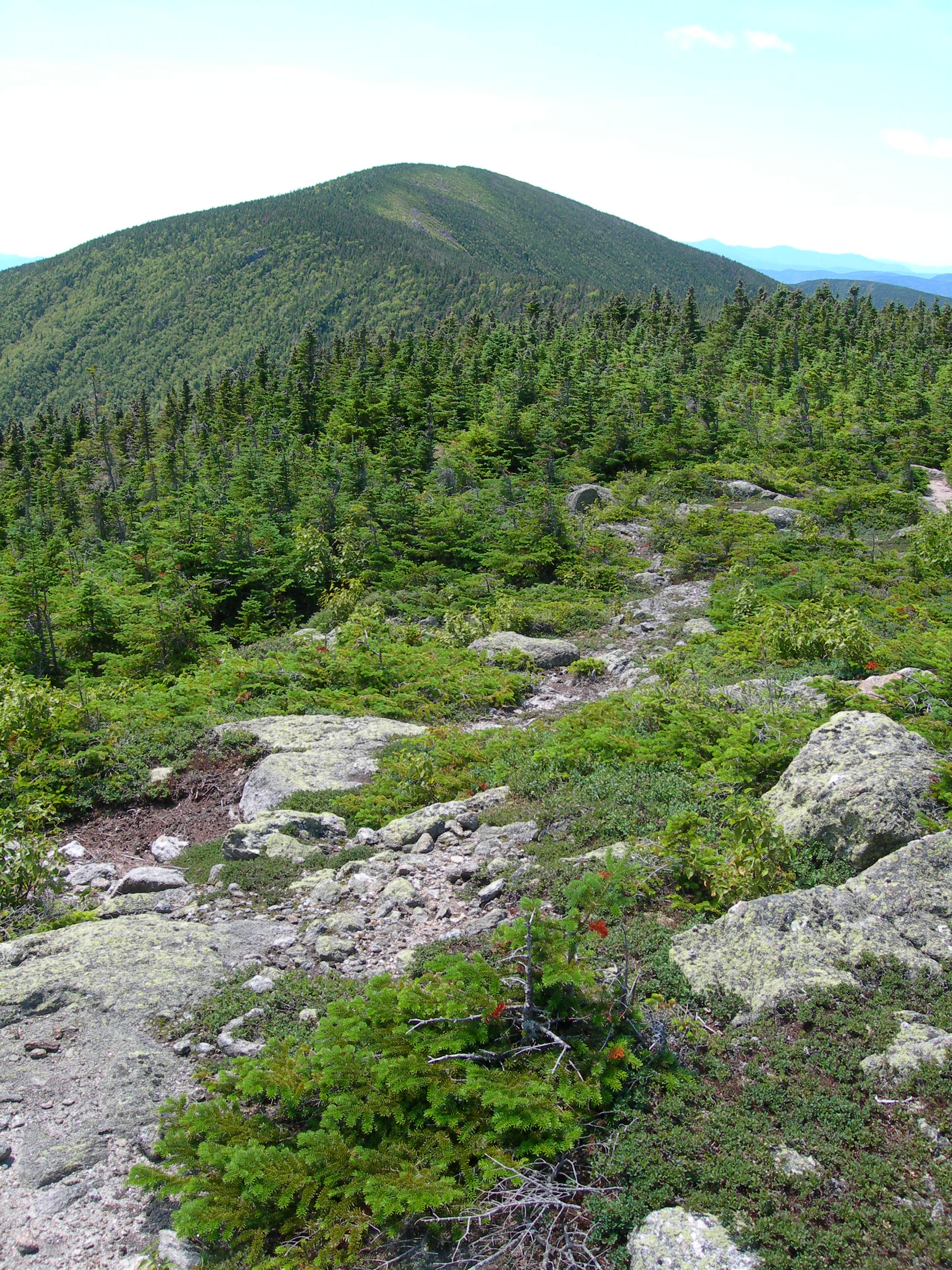
Картер-Доум
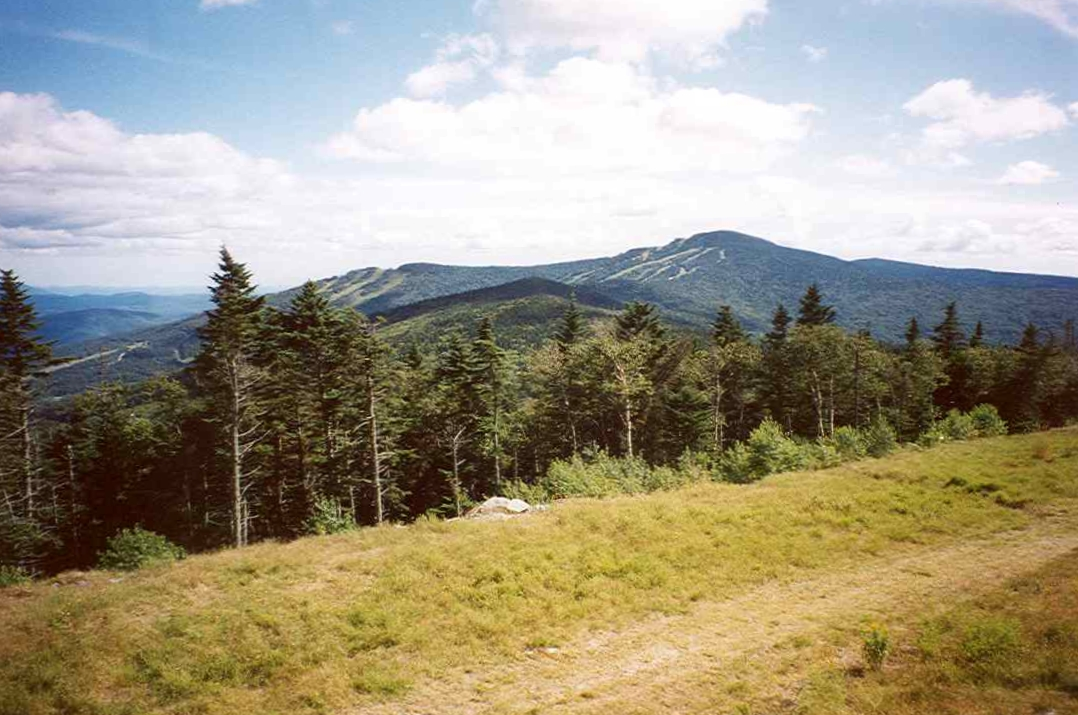
Киллингтон
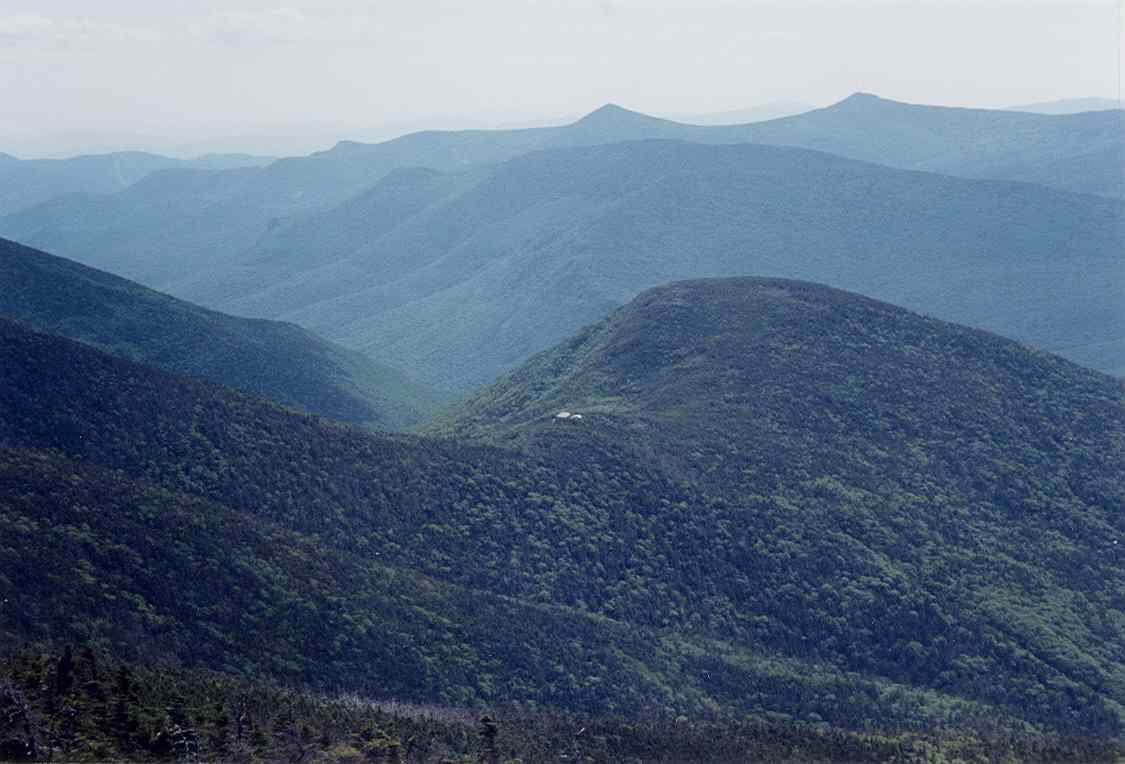
Гэйлхид